# نعمان (الباب)
نعمان  قرية سوريّة تتبع إداريّاً لمحافظة حلب منطقة الباب ناحية مركز الباب، بلغ تعداد سكانها 657 نسمة حسب التعداد السكاني لعام 2004.